# Sad Man’s Tongue
Sad Man’s Tongue ist die dritte Single der dänischen Heavy-Metal-Band Volbeat. Es ist die erste Singleauskopplung aus ihrem zweiten Studioalbum Rock the Rebel / Metal the Devil.

## Entstehung
Das Lied wurde im Oktober 2006 in den Hansen Studios in der dänischen Stadt Ribe aufgenommen. Text und Musik wurden vom Sänger und Gitarristen Michael Poulsen geschrieben. Produziert wurde das Album von Jacob Hansen. Bei den Aufnahmen traten mehrere Gastmusiker auf. Rod Sinclair spielte das Banjo und steuerte ein Gitarrensolo bei. Martin Pagaard Wolff spielte die Akustik- und Anders Pedersen die Hawaii-Gitarre.
Während des Songwritings improvisierte Poulsen ein wenig über das Lied „Folsom Prison Blues“ seines Idols Johnny Cash. Zeitweise dachte Poulsen über eine Coverversion seiner Band nach. Diesen Gedanken verwarf Poulsen jedoch, da ihm die Idee zu banal war. Die Single enthält das Lied „Soulweeper #2“ als B-Seite, konnte aber keine Chartplatzierung verbuchen.

## Hintergrund
In einem Interview erklärte Poulsen, dass sich das Lied auf die fünfziger Jahre bezieht, als die Eltern ihre Kinder vor allen möglichen Sachen gewarnt haben. Als Beispiel nannte er sein Idol Elvis Presley, dessen Mutter ihm auf dem Schulweg immer hinterhergelaufen ist, um auf ihn aufzupassen. Für das Lied wurde ein Musikvideo gedreht, welches die Band in einer Livesituation zeigt.